# Bernardo Romeo
Bernardo Daniel Romeo (* 10. September 1977 in Tandil) ist ein ehemaliger argentinischer Fußballspieler und -trainer.

## Karriere

### Vereinskarriere
Bernardo Daniel Romeo, Spitzname „Bernigol“, begann seine Laufbahn als Mittelstürmer 1995 in der argentinischen Primera División bei Estudiantes de La Plata. 1999 wechselte er zum Club Atlético San Lorenzo de Almagro, bei denen er zur argentinischen Meisterschaft der Clausura 2001 15 Tore in 17 Spielen beisteuerte und Ligatorschützenkönig wurde. Im gleichen Jahr gewann Romeo mit San Lorenzo die Copa Mercosur, einem Vorgängerwettbewerb der heutigen Copa Sudamericana. Mit 10 Toren wurde er auch hier Torschützenkönig des Wettbewerbs. Im Januar 2002 wechselte der argentinische Stürmer in die Fußball-Bundesliga zum Hamburger SV. Nach anfänglichen Schwierigkeiten verhinderte er zunächst durch acht Tore in der Rückrunde der Saison 2001/02 mit den Abstieg in die zweite Liga und war nach einem verletzungsbedingten Rückschlag (Bandscheibenvorfall) auch in der folgenden Saison erfolgreich: Mit 18 Toren in 33 Spielen war er statistisch gesehen der effektivste Bundesliga-Stürmer. Beim Hamburger SV absolvierte er insgesamt 77 Bundesligaspiele und schoss 35 Tore, in den Jahren 2002 und 2003 war er jeweils erfolgreichster Torschütze des Vereins. 2003 gewann er mit dem Verein den Liga-Pokal. Als Thomas Doll der neue Trainer des HSV wurde, setzte er Romeo nur noch selten ein. Der Trainer brauchte für sein Spielkonzept einen spielenden Mittelstürmer, während Romeo als klassischer Strafraumspieler bezeichnet werden kann. Daher lieh der Verein den Spieler, trotz seiner hervorragenden Quote, im Januar 2005 an Real Mallorca aus. Für den spanischen Verein absolvierte Romeo in der Primera División zehn Spiele und schoss zwei Tore. Vom Juli 2005 bis Juli 2007 spielte Romeo für CA Osasuna in der Primera División. In der Spielzeit erzielte er fünf Tore in 40 Spielen. In der Spielzeit 2006/07 spielte Romeo mit CA Osasuna in der Qualifikation zur Champions League gegen den Hamburger SV. CA Osasuna war nach einem 0:0 und einem 1:1 aufgrund der Auswärtstorregel ausgeschieden und spielte im UEFA-Pokal weiter. Dort kam die Mannschaft bis ins Halbfinale, in dem Ligakonkurrent FC Sevilla Endstation war. In der Qualifikation zur Champions League kam Bernardo Romeo lediglich im Hinspiel in Hamburg zum Einsatz, während er im UEFA-Pokal zu sieben Einsätzen kam. Im Juli 2007 kehrte er in seine Heimat zum Club Atlético San Lorenzo de Almagro zurück.
Zur Saison 2010/11 wechselte Romero zu Quilmes AC. Dort blieb er aber nur ein Jahr und kehrte nochmal zum Club Atlético San Lorenzo de Almagro zurück, bevor er seine Karriere beendete. Insgesamt erzielte er 99 Treffer in 178 Partien für San Lorenzo und belegt damit Platz neun der ewigen Bestenliste.

### Nationalmannschaft
Romeo bestritt vier Länderspiele für die argentinische Nationalmannschaft. 1997 wurde er in Malaysia mit der U-20-Nationalmannschaft seines Landes Weltmeister. Dabei steuerte der Stürmer vier Tore zum Titelgewinn bei. Zuvor im Jahr war Romeo mit der U-20-Auswahl Südamerikameister in Chile geworden.

### Trainerkarriere
Seit seinem Karriereende im Sommer 2012 arbeitete Bernardo Romeo als Manager beim argentinischen Erstligisten Club Atlético San Lorenzo de Almagro. Der anfangs hochverschuldete, krisenbehaftete Verein wurde auch durch Romeos Arbeit wieder erfolgreich: Im Dezember 2013 wurde San Lorenzo argentinischer Meister, im August 2014 gewinnt der Verein die Copa Libertadores. Bei San Lorenzo blieb er bis 2017. Seit Januar 2020 ist Romeo als Nachwuchskoordikator beim argentinischen Fußballverband tätig.

## Erfolge

### Klub
CA San Lorenzo de Almagro
- Argentinischer Meister: Clausura 2001
- Sieger der Copa Mercosur: 2001

Hamburger SV
- DFL-Ligapokal-Sieger: 2003

### Nationalmannschaft
- U-20-Weltmeister: 1997
- U-20-Südamerikameister: 1997